# Dogfeiling

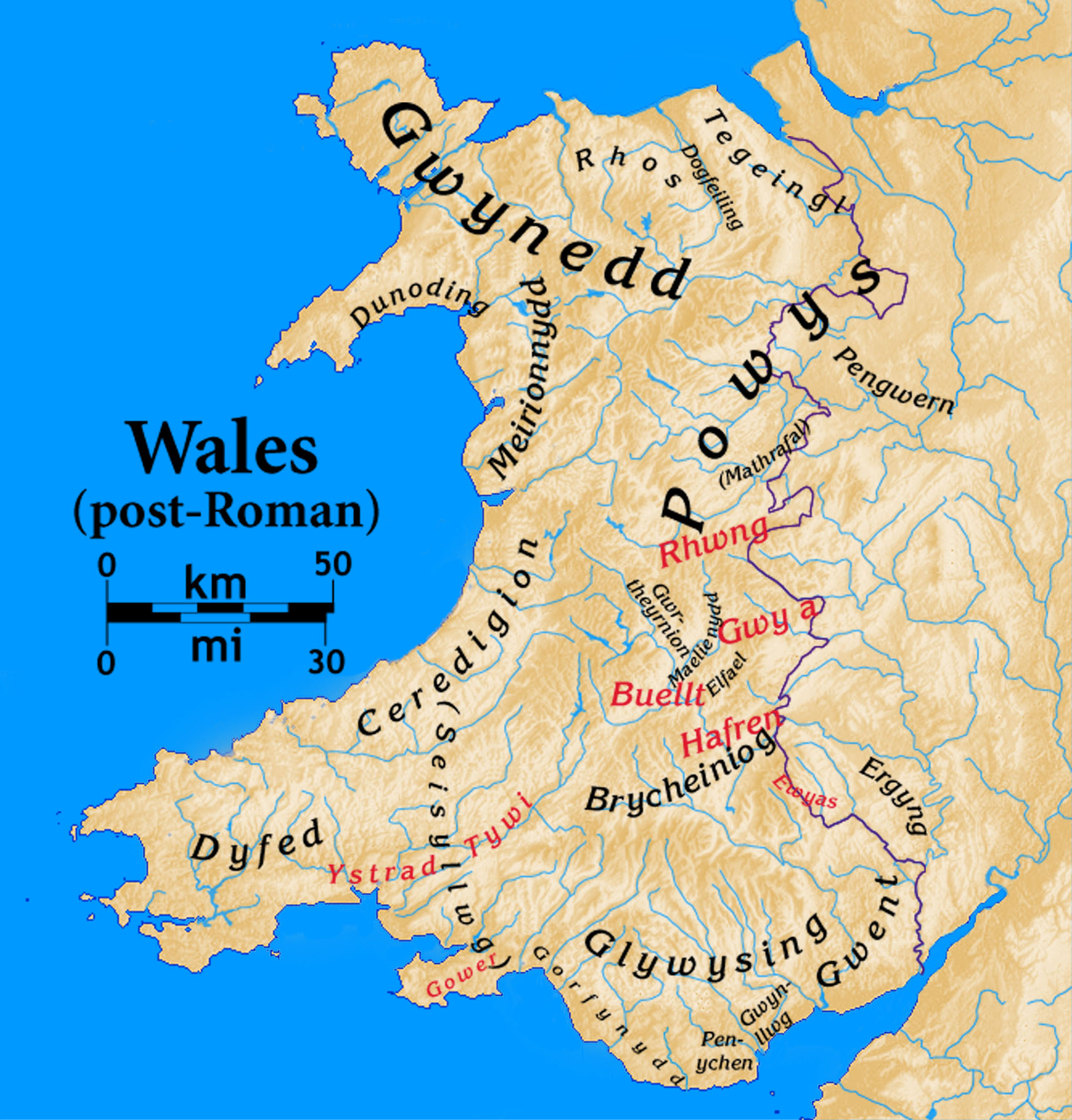
Reinos galeses posromanos. Dogfeiling está en el centro de la costa norte, entre Rhos y Tegeingl. Se muestra también la moderna frontera anglo-galesa.

Dogfeiling fue un pequeño reino y más tarde un commote en el norte de Gales.
Formó parte de la frontera oriental del Reino de Gwynedd en el Gales altomedieval. Tomó su nombre de Dogfael, uno de los hijos del primer rey de Gwynedd, Cunedda. Existió desde 445 hasta algún momento alrededor del año 700 cuando fue reabsorbido por Gwynedd.